# Museu Nacional d'Escultura (Espanya)
El Museu Nacional d'Escultura, conegut també com a Museu Nacional Col·legi de Sant Gregori, és un museu de Valladolid, dedicat principalment a l'escultura. Va ser fundat l'octubre de 1842 com a Museu Provincial de Belles Arts i allotjat al Palau de Santa Creu, amb obres d'art procedents dels convents desamortitzats.

## Edificis
La seu principal està situada al Col·legi de Sant Gregori, edifici d'estil gòtic construït a finals del segle xv.
El Palau de Villena (segle xvi) acull el Pessebre napolità del segle xviii i les exposicions temporals.
El Palau del Comte de Gondomar i l'església de San Benito el Viejo —residència i capella funerària— també del segle xvi, acull la col·lecció del Museu Nacional de Reproduccions Artístiques.

## Col·leccions
El museu mostra les seves col·leccions de forma cronològica. Alberga escultures des de la baixa edat mitjana fins a inicis del segle xix. Entre els artistes representats destaquen els Mestres de l'escola castellana: Alonso Berruguete, Rodrigo Alemán, Juan de Juni, Gregorio Fernández… juntament amb escultures d'altres escoles espanyoles. Així es poden veure obres d'Alonso Cano, Pedro de Mena, Juan Martínez Montañés…
Per la seva banda, la col·lecció del Museu Nacional de Reproduccions Artístiques conté rèpliques d'escultures de l'Antiguitat clàssica, i europea medieval, renaixentista, barroca i neoclàssica.